# Rajahar
Rajahar (en népalais : रजहर) est un comité de développement villageois du Népal situé dans le district de Nawalparasi. Au recensement de 2011, il comptait 11 119 habitants.